# Annemarie Wendl

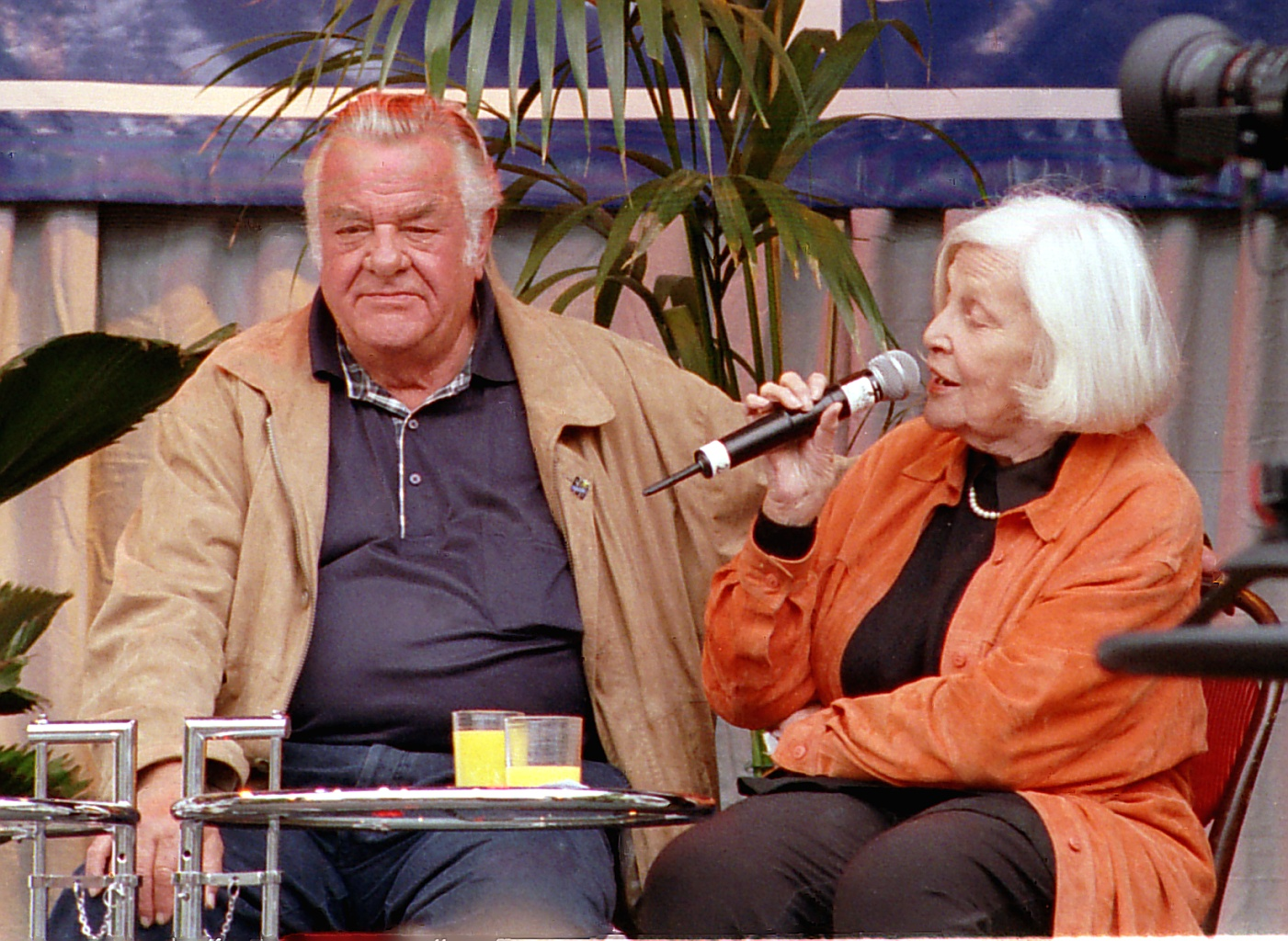
Wolfgang Grönebaum i Annemarie Wendl

Annemarie Wendl (ur. 26 grudnia 1914 w Trostbergu, zm. 3 września 2006 w Monachium) – aktorka niemiecka.
Kształciła się w zawodzie aktora w Berlinie pod kierunkiem Lucie Höflich. Występowała na scenach m.in. Berlina, Bonn, Augsburga, Innsbrucku i Monachium, specjalizując się w młodości w rolach romantycznych. Pracę w teatrze kontynuowała później jako aktorka charakterystyczna, kreując m.in. role tytułowe w Marii Stuart czy Matce Courage, a występowała jeszcze po ukończeniu 85 lat.
Od 1961 współpracowała z telewizją. Wystąpiła m.in. w erotycznej serii Graf Porno oraz filmie telewizyjnym Rainera Wernera Fassbindera Ich will doch nur, dass ihr mich liebt (tytuł polski Chcę tylko, żeby mnie kochano, 1976). Zaliczyła również wiele ról w serialach telewizyjnych, z których największą sławę przyniosła jej kreacja gospodyni domu Else Kling w telenoweli Lindenstraße. Wendl debiutowała w pierwszym odcinku serialu w grudniu 1985 i pozostawała nieprzerwanie w obsadzie do maja 2006, kiedy kreowana przez nią postać zmarła (w odcinku 1069). Rola ta uczyniła z Wendl jedną z gwiazd niemieckiej telewizji. Aktorka była gościem licznych programów telewizyjnych, wydała dwa albumy (Du Depp, 1993 i Else Goes Dance, 1995), występowała w reklamach. Problemy zdrowotne przyspieszyły decyzję o zakończeniu pracy w ekipie Lindenstraße. Wendl zmarła na atak serca we wrześniu 2006, kilka miesięcy później.
Z zawartego w 1942 małżeństwa z Siegfriedem Kleinschmidtem (zm. 1944) miała syna.
Według scenariusza Lindenstraße gospodyni Else Kling urodziła się w 1922, była więc nieco młodsza od kreującej postać aktorki. Przez kilka lat informacja na stronie internetowej serialu odmładzała aktorkę do wieku postaci, podając jako rok urodzenia również 1922. Prawdziwy wiek podano dopiero w 2004, przy okazji 90. urodzin Annemarie Wendl.